# Ceratobasidium calosporum
Ceratobasidium calosporum är en svampart som beskrevs av D.P. Rogers 1935. Ceratobasidium calosporum ingår i släktet Ceratobasidium och familjen Ceratobasidiaceae.   Inga underarter finns listade i Catalogue of Life.